# China Cry
China Cry. A True Story (conocida en España a veces como ¡Dejadme ser libre!, y en Hispanoamérica, como China llora) es una película biográfica de 1990 ambientada durante el ascenso del régimen comunista en China. Está basada en el libro autobiográfico de Nora Lam y situada en la década de 1950, tratando la historia de vida de la misionera china Sung Neng Yee.  La película fue dirigida por James F. Collier, y es un ejemplo de películas de temática cristiana en las que se hace una representación positiva de personajes asiáticos.

## Trama
Nacida en una familia de chinos ricos, Yee se presenta como la primera con ganas de formar parte de la "nueva sociedad" de Mao Tse Tung. No obstante, el régimen maoísta trae penurias y miseria a su familia. Al ser investigada sobre su pasado, se descubre que durante su infancia había asistido a una escuela cristiana, por lo cual, es arrestada e interrogada por las autoridades. En una noche es puesta al borde del fusilamiento, pero salvada por lo que ella cree que fue una intervención divina de Jesucristo. En los años siguientes es llevada a un campo de trabajos forzados a pesar de estar embarazada, y en lo consiguiente sobrevive con tal de poder ver a sus hijos y familiares en libertad.